# ハーニー盆地
ハーニー盆地（Harnery Basin）はオレゴン州南東部にある盆地（内陸流域）であり、グレートベースンの北西端に位置する。アメリカ合衆国本土において最も人口密度の低い地域であり、その大部分はハーニー郡に属する。北と東でコロンビア川台地と接し、南と西には火山によって形成された平地と接している。面積は3,859km²に及び、その内部にマルヒュア湖、ハーニー湖を含む。マルヒュア湖は淡水湖であるが、アルカリ性の塩水湖である。
この盆地は北端で、ブルー山脈の南端と接している。また、南東ではスティーンズ山脈がアルボイド砂漠との分水嶺となっている。また、南西にはクラマス川の流域となっているが、そこから火山平原をこえて流れ込む川は存在しない。

## 地理

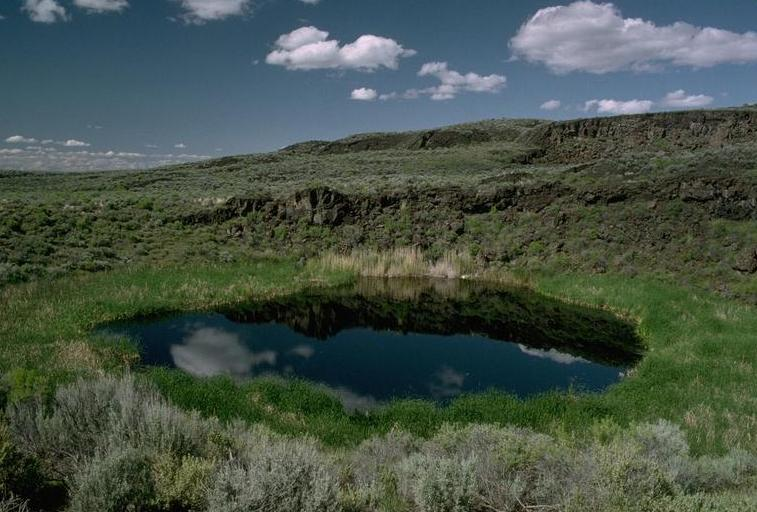
ダイアモンド近郊にあるマルヒュア・マール

盆地中央部の年間降水量は150ミリ程度であり、周辺の山々にも年間380ミリ程度の降水がある。中央部は平坦であり、マルヒュア湖、ハーニー湖がある。また、周囲の山々からの降水が北からはシルビー川、南からはドナー・ウンド・ビルツェン川を通ってハーニー湖に流れ込んでいる。ハーニー湖は低湿地であり、かつてはマルヒュア湖と繋がっていたが現在は砂丘によって隔てられている。それぞれ降水量によって水量が大きく変動するため多雨の年には開水域となるが、少雨の年には沼地となる。マルヒュア湖やハーニー湖の周囲は湿地となっており、250万匹のカモを含む数多くの渡り鳥の生息地となっている。また、マルヒュア湖とその周辺はマルヒュア野生動物保護区に指定されている。
2010年国勢調査によると、オレゴン州ハーニー郡の人口は7,422人であり、マルヒュア湖の北にあるバーンズのみが1,000人を超える集落である。郡の経済はマルヒュア湖から発する少量の灌漑用水を頼った乾地農業に依存している。

### ハーニー盆地火山平地
ハーニー盆地火山平地はバーンズ周辺に広がる流紋岩、凝灰岩、火山灰などから構成される平地である。この地域はハイ・ラバ・プレーンズと呼ばれる地域に含まれる。

### ハーニー湖・マルヒュア湖分水界
ハーニー盆地はグレートベースンの中でハーニー湖・マルヒュア湖分水界と呼ばれる分水界を形成し、その面積は3,700km²に至る。マルヒュア湖に流れ込むドナー・ウンド・ブリッツェン川流域1,980km²がこの分水界に含まれており、そのうち760km²はマルヒュア国立野生動物保護区に指定されている。

## 歴史
この盆地は3万2千年前に発生した火山噴火によってスネーク川の支流であるマルヒュア川流域との間に分水嶺が発生したことによって形成されたと考えられている。考古学の研究によると、1万年前には既に人類が生活していたと考えられる。また、花粉の記録を見ると少なくとも更新世の終わりまではこの土地の降水量は比較的多かったと考えられている。また、遺物調査からこの地ではコイ科やサッカー科の魚が取れていたことも明らかになっている。これらの魚はコロンビア川流域でしか採れないため、ハーニー盆地がかつてはコロンビア川流域と繋がっていたと考えられる。当時では多雨の影響でマルヒュア湖の水深は7.6mに達していたため分水界が孤立していなかったが、現在は3.0mまで低下している。
19世期、この盆地には北パイユート族が生活していた。その後、ハドソン湾会社の罠猟師隊が1820年代にこの地を探検した。この地域はオレゴン・トレイルとは大きく離れていたが、1845年に登山家のステフェン・ミークがザ・ダルズへ向かうための短絡路を発見した際に発見された。
そして、19世紀の後半には厳しい気候のためパイユート族もこの地を離れてしまった。しかし、他の地域におけるパイユート族との対立を避けるため、1872年にオレゴン州知事ユリシーズ・S・グラントがパイユート族居住区をマルヒュア郡周辺に策定した。しかし、特に周辺山脈における金の発見により居住圧力は高まり、インディアン事務局は1879年にこの居住区を廃止、北パイユート族は1935年にバーンズ周辺の土地を取得するまで土地の権利を剥奪されたまま過ごさねばならなかった。